# 大列佩季哈區

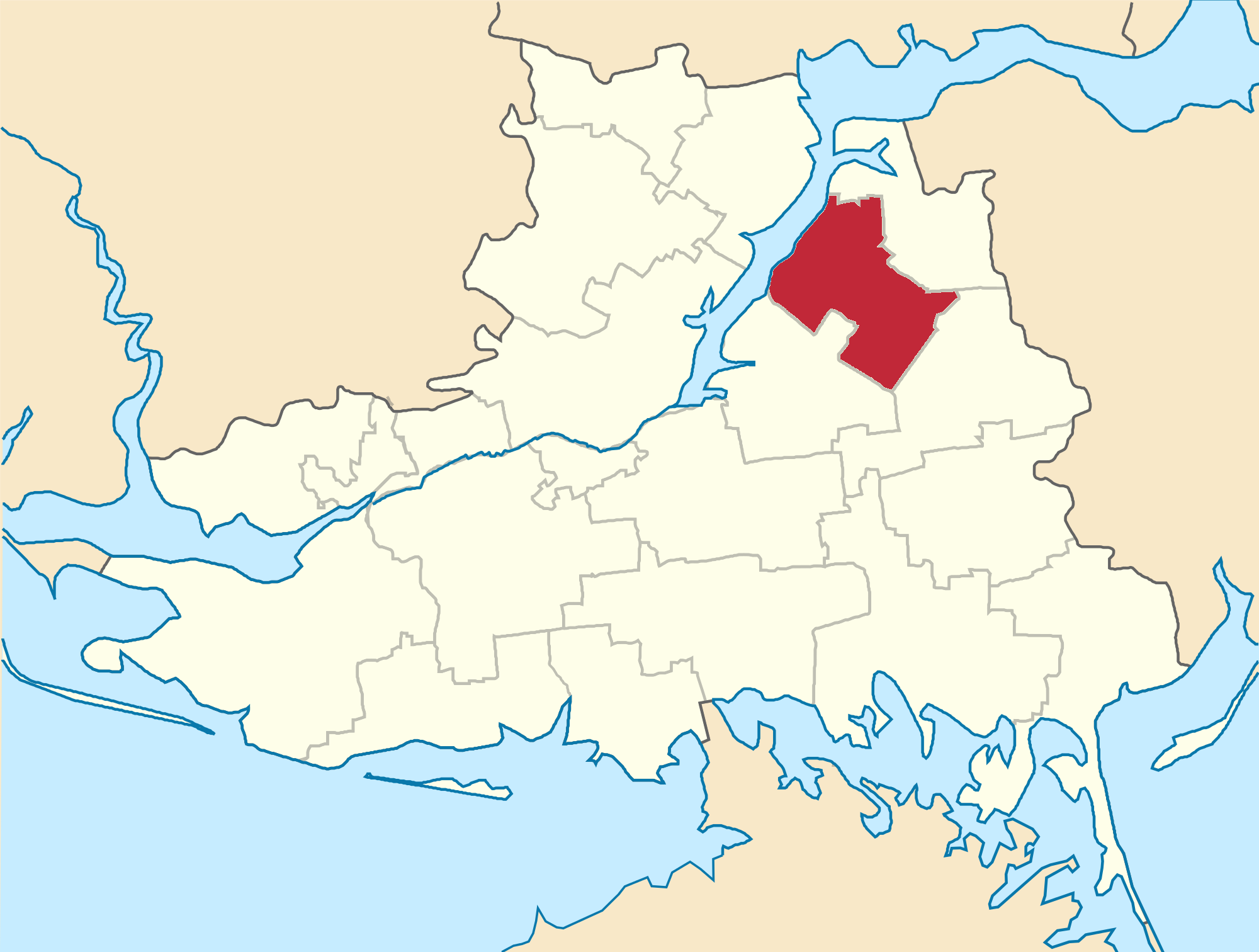
撤销前大萊佩蒂哈區在赫爾松州的位置

大列佩季哈區（烏克蘭語：Великолепетиський район）曾是烏克蘭赫爾松州的一個區，位於該國南部，行政中心設於大列佩季哈，面積1,140平方公里，2012年人口17,255，人口密度每平方公里15.14人。
该区在2020年7月18日的乌克兰行政区划改革中被撤销，改革后赫尔松州下分为5个区。大列佩季哈區的范围并入卡霍夫卡區。